# Colmier-le-Haut
Colmier-le-Haut là một xã thuộc tỉnh Haute-Marne trong vùng Grand Est đông bắc nước Pháp. Xã này nằm ở khu vực có độ cao trung bình 420 mét trên mực nước biển.